# Heinrich Schimmelmann

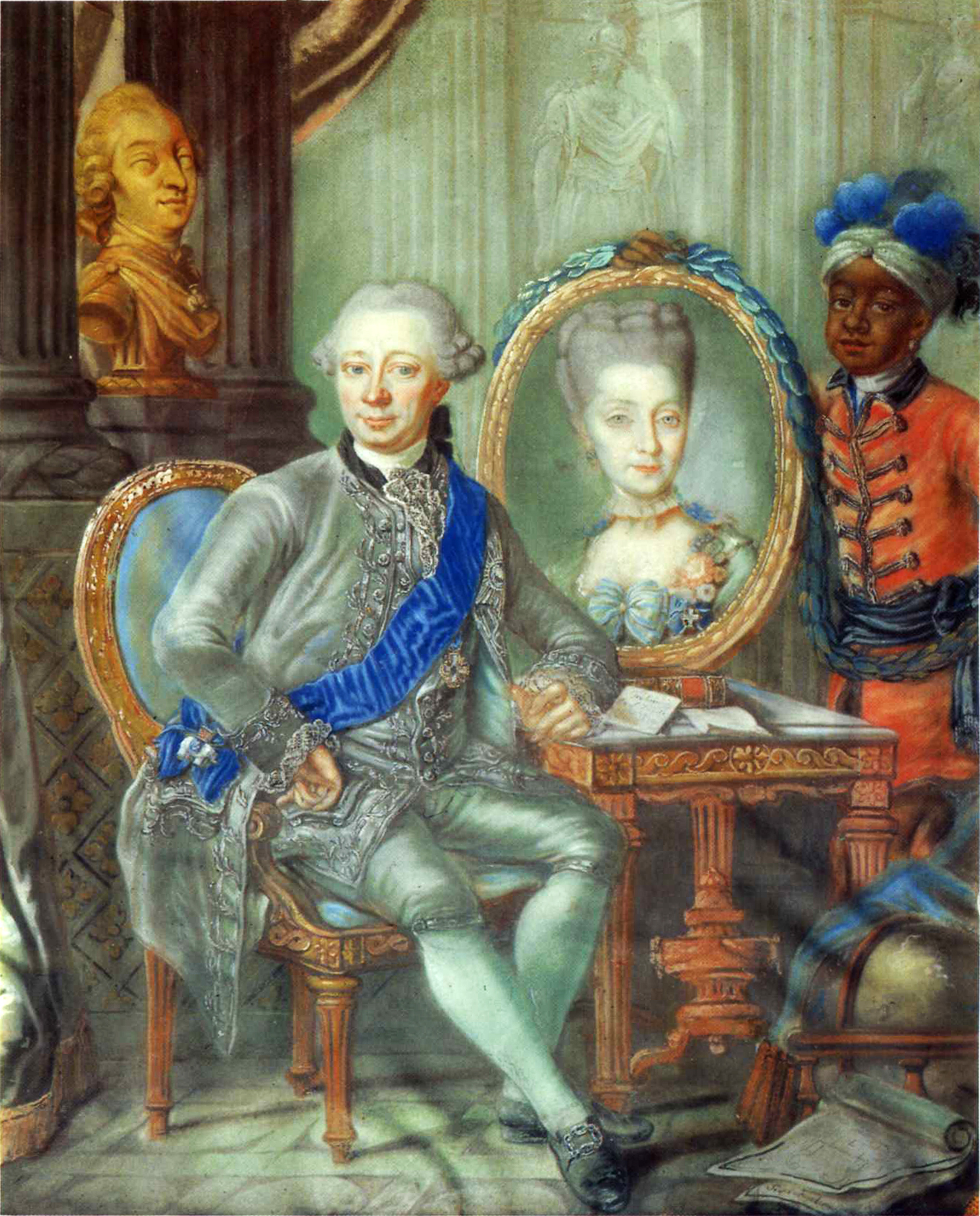
Heinrich Schimmelmann 1773.

Heinrich Carl Schimmelmann, född den 13 juli 1724 i Pommern, död den 15 februari 1782, var en tysk-dansk greve och finansman, gift med Karoline Schimmelmann och far till Ernst Schimmelmann.
Schimmelmann uppsatte omkring 1745 en affär i Dresden och blev 1753 förpaktare av Sachsens accis. Under Sjuåriga kriget 1756-63 förtjänade han en stor förmögenhet genom att leverera spannmål till preussiska hären och sälja lagret från Meissens porslinsfabrik, vilken Fredrik den store överlämnat åt honom. År 1759 upprättade Schimmelmann ett bankirhus i Hamburg, men gick 1761 på Bernstorffs begäran i dansk tjänst och bosatte sig 1762 i Köpenhamn. Där blev han baron och medlem av overskatdirektionen, fick 1768 titeln "skattmästare" och blev 1769 direktör för skattkammaren samt styrde nästan enväldig Danmarks finanser till sin död, endast med ett kort avbrott 1771-72, i det att han förstod bevara ett gott förhållande till de växlande maktinnehavarna. Han bragte hastigt finanserna i ordning dels genom att ge eller skaffa lån, dels genom att pålägga en dryg skatt, dels genom att sälja kronogods och plantagerna i Västindien, vilka han själv delvis inköpte. 
Sedan 1767 var han också själen i kommerskollegiet, ivrig att sätta handel och industri i gång genom ett konsekvent protektionistiskt system, och bedrev själv med stor skicklighet omfattande affärer, bland annat slavhandel. År 1773 omdanade han den tidigare enskilda banken till kunglig, och dess ledning övertog han ävenledes, en åtgärd, som senare blev ödesdiger för landets penningväsen. Till och med i den allmänna statsstyrelsen grep han in och fick 1773 A.P. Bernstorff utnämnd till utrikesminister. Baroniet Lindenborg, som han köpt 1764, upphöjdes 1781 till ett grevskap, som tillhörde släkten fram till lensafløsningen (själva godset är ännu i familjens ägo); likaledes hade han tillhandlat sig gevärsfabriken Hammermøllen vid Helsingör, vilken han köpte 1769 och som 1870 ersattes med en klädesfabrik. Schimmelmanns palæ, där han residerade sedan 1762, såldes däremot 1884 och har sedan 1900 tillhört Oddfellow-orden; det inrymmer bland annat lokaler för stora konserter och kallas därför vanligen "Koncertpalæet". 